# АЭС Какрапар
АЭС Какрапа́р (англ. Kakrapar Atomic Power Station, хинди काकरापार अणुऊर्जा केंद्र) — атомная электростанция, расположенная неподалёку от города Сурат штата Гуджарат в Индии. В состав станции входят два эксплуатирующихся энергоблока электрической мощностью по 220 МВт, оснащённые реакторами типа PHWR индийского производства, и одним блоком 700 МВт с реактором того же типа (ещё один строится).
За период с октября 2001 года по сентябрь 2002 года первый блок станции был признан корпорацией CANDU лучшим среди энергоблоков с тяжеловодными реакторами по эффективности выработки энергии (т. н. КИУМ). Первый блок АЭС в 2004—2005 году непрерывно работал 370 суток, что является наивысшим показателем среди всех энергоблоков, эксплуатируемых Индийской корпорацией по атомной энергии.

## История
Первый блок заложен 1 декабря 1984 года. Спустя 4 месяца, 1 апреля 1985 года, начато строительство второго блока. На обоих действующих блоках АЭС Какрапар установлены тяжеловодные реакторы индийского производства, мощностью по 220 МВт. Первые энергоблоки станции были сданы в эксплуатацию 6 мая 1993 года и 1 сентября 1995 года.
1 июля 2008 года из-за износа оборудования первый блок был остановлен для реновации и модернизации. Блок был вновь синхронизирован с энергосетью в январе 2011 года. За это время был выполнен большой объём работ, в том числе проведена массовая замена каналов теплоносителя в каландре.
16 января 2010 года начаты земляные работы на площадках, предназначенных для строительства третьего и четвёртого блоков. На них планируется установить новые индийские реакторы PHWR мощностью по 700 МВт каждый. 22 ноября 2010 года состоялась церемония заливки первого бетона. Ввод новых реакторов в эксплуатацию планируется на 2015 год.
10 ноября 2011 года объявлено о подписании соглашения между Индийской корпорацией по атомной энергии и индийской Национальной алюминиевой корпорацией о создании совместной компании для строительства АЭС.
11 марта 2016 года на энергоблоке Какрапар-1 произошла утечка тяжёлой воды в связи с чем энергоблок был остановлен. С учётом находящегося с 1 июля 2015 года в остановленном состоянии второго энергоблока Какрапар-2 АЭС прекратила выдачу электрической мощности в энергосистему Индии. Оба реактора будут отключены по крайней мере до марта 2018 года.
10 января 2021 года был синхронизирован с сетью блок № 3 с тяжеловодным реактором PHWR-700.

## Информация об энергоблоках
| Энергоблок | Тип реакторов | Мощность | Мощность | Начало строительства | Подключение к сети | Ввод в эксплуатацию | Закрытие |
| Энергоблок | Тип реакторов | Чистый   | Брутто   | Начало строительства | Подключение к сети | Ввод в эксплуатацию | Закрытие |
| ---------- | ------------- | -------- | -------- | -------------------- | ------------------ | ------------------- | -------- |
| Какрапар-1 | PHWR          | 202 МВт  | 220 МВт  | 01.12.1984           | 24.11.1992         | 06.05.1993          |          |
| Какрапар-2 | PHWR          | 202 МВт  | 220 МВт  | 01.04.1985           | 04.03.1995         | 01.09.1995          |          |
| Какрапар-3 | PHWR          | 630 МВт  | 700 МВт  | 22.11.2010           | 10.01.2021         | 30.06.2023          |          |
| Какрапар-4 | PHWR          | 630 МВт  | 700 МВт  | 22.11.2010           | 17.12.2023         | 20.02.2024          |          |